# 苅部誠
苅部 誠（かりべ まこと、1968年10月16日 - ）は、日本の元漫画家。東京都出身。血液型はB型。

## 経歴
1992年、「スーファミパパ」で第3回GAGキング準キング受賞。『週刊少年ジャンプ』1992年5号(集英社)に同作品が掲載されデビュー。1994年、『地獄戦士魔王』を連載。
『地獄戦士魔王』終了後は連載を持たず、読み切り作品を不定期に発表していたが、1998年に発表した読み切りを最後に新作を発表しておらず、現在は引退している。
短編集は発売されておらず、読み切り作品のほとんどは単行本未収録となっている。
漫画家としてデビューする前には、テクモから発表されたファミリーコンピュータ用ゲームソフト『ラディア戦記 黎明篇』の説明書イラストを描いた経験がある。

## 作品リスト

### 漫画
- スーファミパパ(週刊少年ジャンプ1992年5号)
- HEROES A GO GO!(週刊少年ジャンプ1993年 Winter Special)
- 卒業でチュ(週刊少年ジャンプ1993年 Spring Special)
- 地獄戦士魔王
  - 週刊少年ジャンプ 1993年 Summer Special
  - 週刊少年ジャンプ 1994年 9号 - 38号
- NO FUTURE!!ママ子ちゃん(週刊少年ジャンプ1995年5・6号)
- 超無限戦隊グラッチェマン(週刊少年ジャンプ1995年15号)
- 帰ってきた地獄戦士魔王(週刊少年ジャンプ1995年18号)
- 勝手にマルチ君(週刊少年ジャンプ1995年 Autumn Special、週刊少年ジャンプ1995年51号、52号)
- はらわた刑事チクロくん(赤マルジャンプ1997年 Winter号、週刊少年ジャンプ1997年8号、12号)
- ときめきキャロタン(赤マルジャンプ1998年 Winter号)

### 挿絵
- ラディア戦記 黎明篇（テクモ、1991年）説明書イラスト
- アクタリオン（テクモ、1993年）説明書イラスト